# Kerkuittreding
Kerkuittreding is de beëindiging van het lidmaatschap in een kerkgenootschap door het betrokken lid. Dit is vooral bekend in landen zoals Duitsland, Oostenrijk en Zwitserland («Kirchenaustritt»), waar het lidmaatschap in bepaalde kerkgenootschappen door de burgerlijke overheid wordt bijgehouden, omdat deze kerkgenootschappen daar belastingen van hun leden kunnen innen. Om in het kader van een dergelijk stelsel de godsdienstvrijheid van de burgers te vrijwaren, was de staat genoodzaakt om in een procedure te voorzien waardoor het lid zijn lidmaatschap kan opzeggen.

## België
In België is een kerkuittreding, tenminste wat de Rooms-Katholieke Kerk betreft, een louter symbolische daad, aangezien geen rechtsgevolgen aan het lidmaatschap in die kerk zijn verbonden. Daarbij wordt meestal een brief of e-mail aan het bisdom van de woonplaats gestuurd, waarin men verklaart, om op geen enkele wijze meer bij de Rooms-Katholieke Kerk betrokken te willen zijn en wenst uit te treden. Het bisdom verzoekt de parochie waar de doop geregistreerd werd om schrapping uit het doopregister. De uittreding wordt in het doopregister geannoteerd en de aanvrager ontvangt van het bisdom een bevestiging. Vroeger was dit een «actus formalis defectionis ab Ecclesia catholica», maar die notie is in 2009 uit het kerkelijk wetboek geschrapt. De Rooms-Katholieke Kerk beschouwt een dergelijke aanvraag echter nog steeds als een daad van geloofsafval, ketterij of schisma. Na de schrapping kan men geen sacramenten meer ontvangen. Schrapping heeft echter geen financiële gevolgen voor de Kerk. 
Dit soort kerkuittreding wordt met name door vrijzinnige organisaties gepromoot.
In Vlaanderen zag men in 2010 een stijging van het aantal mensen dat volgens de katholieke ritus gedoopt werd en zich wou laten schrappen uit het doopregister.Een voorname aanleiding hiervoor was het bekend worden van seksueel (kinder)misbruik door een bisschop en andere dienaren van de Kerk. Elke keer dat bepaalde uitspraken of daden door functionarissen van de katholieke kerk uitlekken, merken de bisdommen een stijging in aanvragen tot kerkuittreding.

## Nederland
Een kerkuittreding zoals in België kan ook in Nederland. In Nederland is er echter nog het bijkomend aspect dat bepaalde kerkgenootschappen via de Stichting Interkerkelijke Ledenadministratie (SILA) gegevens over hun leden uit de Gemeentelijke Basisadministratie Persoonsgegevens (GBA) verkrijgen. Er wordt daarom soms aangeraden, de uittreding niet alleen tegenover de parochies van de woon- en doopplaats, het bisdom, en het centrale bureau van het kerkgenootschap te verklaren, maar ook de SILA te vragen, alle gegevens over de uittredende persoon te wissen en bij de gemeente te vragen dat geen gegevens meer aan de SILA worden verstrekt.
De Rooms-Katholieke Kerk biedt een "modelformulier verzoek tot kerkverlating" aan, waarmee men zich kan laten uitschrijven.

## Luxemburg
In de Katholieke Kerk in Luxemburg kan men uittreden door een brief gericht aan de vicaris-generaal. Het aartsbisdom stelt hiervoor een voorbeeldbrief ter beschikking. De uittreding wordt dan in de kerkregisters geregistreerd.

## Actus formalis defectionis ab Ecclesia catholica
Een actus formalis defectionis ab Ecclesia catholica was een formele, juridische procedure die iemand kon stellen waarmee hij aangaf de Katholieke Kerk te willen verlaten. De procedure stond niet beschreven in het Codex Iuris Canonici, maar er werd wel naar verwezen (onder andere in canon 1086, 1117 en 1124). Op 13 maart 2006 publiceerde de Pauselijke Raad voor de Wetteksten een document waarin werd uitgelegd wat een actus formalis in ieder geval zou moeten inhouden.
Drie vereisten werden genoemd:
1. Het (persoonlijke) besluit de katholieke kerk te zullen verlaten
2. de daadwerkelijke uitvoering van dat besluit, naar buiten toe geopenbaard, en
3. de ontvangst van die beslissing door een daartoe bevoegde kerkelijke autoriteit.

Deze eisen worden in het document nader uitgewerkt. Zo vereist het onder 1) genoemde besluit 'een daad van afvalligheid, ketterij of schisma', moet de daadwerkelijke uitvoering in geschreven vorm geschieden voor de daartoe bevoegde autoriteit en moet deze ordinarius ervoor zorgen dat aan het doopregister wordt toegevoegd dat de afvallige is uitgetreden en dat sprake is van een geval van "defectio ab Ecclesia catholica actu formali". In 2009 werd elke vermelding van deze procedure uit het kerkelijk wetboek geschrapt.
De Kerk beschouwt een dergelijke aanvraag als een daad van geloofsafval, ketterij of een schismatieke daad, waarvoor het canon 1364 §1 van het canoniek recht van toepassing is. Dit houdt in excommunicatie latae sententiae (door de daad zelf). De doop zelf, als binding met het Lichaam van Christus, kan volgens de Kerk echter niet ongedaan gemaakt worden, omdat dit een ontologische en permanente binding is.